# Phaeogala rufa
Phaeogala rufa es una especie de coleóptero de la familia Mycteridae.

## Distribución geográfica
Habita en Madagascar.